# شتيفان أوتو
شتيفان أوتو (بالألمانية: Stephan Otto)‏ هو ملحن ألماني، ولد في 1594، وتوفي في 1656.